# Quadrature du cercle de Tarski
En mathématiques, et plus précisément en géométrie plane, le problème de quadrature du cercle de Tarski, posé par Alfred Tarski en 1925, consiste à déterminer s'il est possible de découper un disque du plan en un nombre fini de morceaux et de les réassembler pour obtenir un carré d'aire égale.
Il est impossible de réaliser une telle dissection formée de pièces qui pourraient être découpées avec des ciseaux (idéaux), c'est-à-dire dont la frontière serait une courbe de Jordan : il a été démontré en 1963 qu'un disque ne pouvait être transformé en aucune autre surface convexe par découpage aux ciseaux .
En 1990, Miklós Laczkovich montra que c'était possible si ces morceaux sont non mesurables; la décomposition utilise l'axiome du choix et est donc non-constructive, de plus la décomposition de Laczkovich nécessite environ 1050 ensembles distincts.
Laczkovich montra d'autre part que la recomposition peut être faite en n'utilisant que des translations ; les rotations des pièces ne sont pas nécessaires. Au passage, il montra également que n'importe quel polygone du plan peut être décomposé de même en pièces réarrangeables par des translations seules pour former un carré de même aire. Le théorème de Wallace-Bolyai-Gerwien est un résultat analogue beaucoup plus simple, affirmant que cette dissection peut être réalisée avec des morceaux de forme polygonale, si on autorise également la rotation des pièces lors de la recomposition.
Il résulte des travaux de T. Wilson (Wilson 2005) qu'il est même possible de choisir les pièces de telle sorte qu'elles ne se rencontrent pas au cours de ces translations, considérées comme des mouvements continus.
Ces résultats doivent être comparés aux décompositions bien plus paradoxales fournies dans l'espace par le paradoxe de Banach-Tarski : ces dernières peuvent même modifier le volume de l'ensemble initial. De telles décompositions sont impossibles dans le plan, en raison de l'existence dans R2 d'une mesure de Banach, c'est-à-dire d'une fonction simplement additive et invariante par translation, définie sur tous les sous-ensembles.